# Canillas de Albaida (kommunhuvudort)
Canillas de Albaida är en kommunhuvudort i Spanien.   Den ligger i provinsen Provincia de Málaga och regionen Andalusien, i den södra delen av landet, 400 km söder om huvudstaden Madrid. Canillas de Albaida ligger 608 meter över havet och antalet invånare är 797.
Terrängen runt Canillas de Albaida är kuperad söderut, men norrut är den bergig. Terrängen runt Canillas de Albaida sluttar söderut.  Närmaste större samhälle är Vélez-Málaga, 12,6 km sydväst om Canillas de Albaida. 